# Pizarro (Wirginia)
Pizarro – obszar niemunicypalny w hrabstwie Floyd, w stanie Wirginia, w Stanach Zjednoczonych.